# Anke Kühn
Anke Kühn (Hannover, 28 februari 1981) is een voormalig hockeyster uit Duitsland. Met de Duitse nationale hockeyploeg won Kühn met de Duitse ploeg de gouden olympische medaille. In 2006 won Rodewald met de Duitse ploeg de Champions Trophy, en een jaar later de Europese titel.

## Erelijst
- 2004 –  Olympische Spelen in Athene
- 2004 –  Champions Trophy in Rosario
- 2005 –  Europees kampioenschap in Dublin
- 2005 – 5e Champions Trophy in Canberra
- 2006 –  Champions Trophy in Amstelveen
- 2006 – 8e WK hockey in Madrid
- 2007 –  Europees kampioenschap in Manchester
- 2008 –  Champions Trophy in Mönchengladbach
- 2008 – 4e Olympische Spelen in Peking

- Gemeinsame Normdatei: 1034928910
- Virtual International Authority File: 300612832